# Kollektivisering
Kollektivisering betegner sammenlægning af gårdbrug og andre typer virksomheder til kollektive eller statslige virksomheder. I kommunistiske lande som det tidligere Sovjetunionen og Folkerepublikken Kina blev kollektivisering af landbruget gennemført ved statslig tvang - og udløste omfattende fødevaremangel og i flere tilfælde hungersnød.[kilde mangler]
Den første kolkhoz, som kollektivbrugene i Sovjetunionen blev kaldt, startede i 1930. Fordi de baltiske lande ikke blev kommunistiske sovjetrepublikker før i 1940, undgik de den første kollektiviseringsbølge. Ikke desto mindre blev kollektiviseringen gennemført i slutningen af 1940erne, hvilket førte til stærk modstand blandt mange småbrugere.[kilde mangler]